# 11e dynastie van Egypte
De 11e dynastie was van origine een Thebaanse dynastie die (vanaf ca. 2134 v.Chr.) rivaliseerde met de 9e en 10e dynastie uit Heracleopolis, totdat de Thebaan Nebhepetre Mentoehotep het land verenigde door zijn overwinning op de noordelijke provincies, waarmee het Middenrijk begon. 
Tijdens het Middenrijk werden er in het gehele land bouwwerken opgericht, er werden expedities uitgezonden naar het mijnengebied Wadi Hammamat, en de Rode Zee-route werd weer in gebruik genomen. De binnenlandse politiek leek in het begin redelijk stabiel te zijn, maar de vizier van koning Nebtawyre Mentoehotep, genaamd Amenemhat, nam in 1976 v.Chr. de macht over en stichtte daarmee de 12e dynastie van Egypte. 

## Galerij

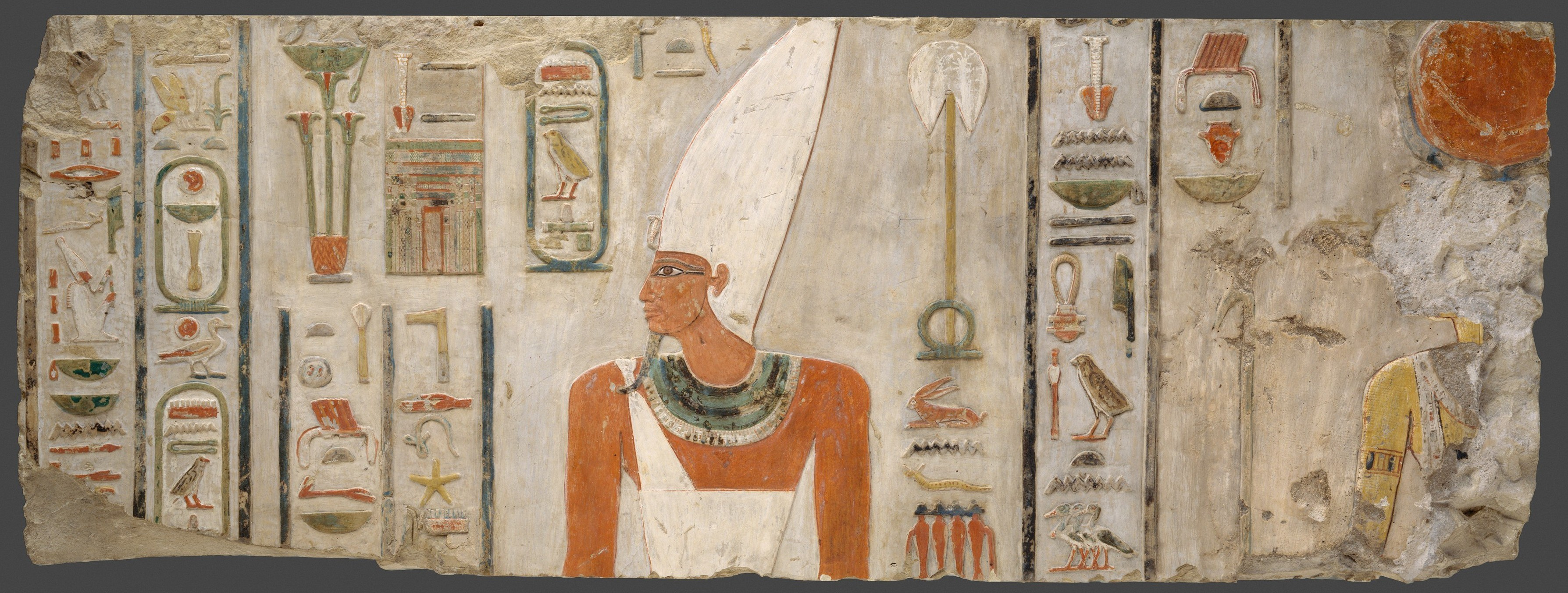
Koning Mentoehotep II